# Isabella di Challant
Isabella di Challant (1531 – 1596) (in francese, Isabelle de Challant) fu una nobile valdostana della famiglia Challant.

## Biografia
Contessa della nobile e potente famiglia valdostana di Challant, Isabella era figlia di Renato di Challant e di Mencia de Lencastre (nipote del duca di Braganza Ferdinando II).
I genitori non ebbero figli maschi per cui, per la legge salica che vietava alle figlie di ereditare, quando nel 1557 andò sposa di Giovanni Federico Madruzzo, conte di Avio e appartenente alla famiglia dei principi vescovi di Trento, quest'ultimo divenne il VI conte di Challant e quindi titolare del feudo di Issogne e del suo castello. Questo fatto provocò una lotta per l'eredità che durò per più di un secolo, tra la famiglia Madruzzo e i cugini maschi di Isabella della famiglia Challant che volevano infeudarsi.
In realtà, le nozze tra Isabella e Giovanni Federico non furono che una seconda scelta: infatti, nel 1555 Renato di Challant aveva organizzato le nozze tra la figlia Filiberta e Giovanni Federico Madruzzo, fratello del capitano Paolo Madruzzo con il quale aveva impegnato la signoria di Saint-Marcel. Alla vigilia delle nozze però, Filiberta fuggì con un palafreniere rubando parte del tesoro di famiglia. D'accordo con i Madruzzo, Renato riuscì ad evitare lo scandalo sostituendo nel contratto nuziale Filiberta con la sorella Isabella, che divenne quindi sposa di Giovanni Federico Madruzzo.
La discendenza Madruzzo-Challant si estinse con la morte nel 1658 di Carlo Emanuele Madruzzo, VIII conte di Challant e principe vescovo di Trento, nipote di Isabella e di Giovanni Federico Madruzzo.
A lei è attualmente dedicata la "camera della contessina" nel castello di Issogne.

## Discendenza
Insieme a Madruzzo, Isabella di Challant ebbe:
- Carlo Gaudenzio (1562-1629), cardinale
- Caterina, sposò Annibale Grimaldi
- Ferdinando (?-1618)
- Isabella
- Emanuele Renato (?-1613), 7º Conte di Challant
- Eleonora, sposò Carlo Costa
- Cristina
- Elena
- Margherita